# 杉井六郎
杉井 六郎（すぎい むつろう、1923年6月13日 - 2011年10月8日）は、日本の人文学者。専門は日本キリスト教史。同志社大学名誉教授。

## 略歴・人物
静岡県藤枝市生まれ。静岡県立静岡中学校卒業。1942年、第二早稲田高等学院入学、翌年3月退学。1943年、弘前高等学校 (旧制)文科二類入学、同年12月、学徒出陣により中部第三部隊に入隊。1947年、シンガポールより復員、弘前高校に復学。1949年、弘前高等学校文科乙類卒業。同年4月、京都大学文学部史学科国史学専攻入学、1952年、同専攻卒業。同年4月、京都大学大学院（旧制）入学。1961年3月、京都大学非常勤講師に就任するため大学院を退学。
1952年、京都府立園部高等学校教諭、1953年、同志社高等学校講師、1955年同校教諭。1965年、同志社大学専任研究員、人文科学研究所専任講師、キリスト教社会問題研究担当。1967年、同大学人文科学研究所助教授、1973年同教授、文学部兼担教授。1977年、同志社大学大学院文学研究科修士課程兼担教授。1989年定年退職。その後、京都女子大学文学部教授。
同志社大学以外では、京都大学文学部非常勤講師（1961年）、京都大学人文学研究所非常勤講師（1966年）、フォード財団によるプリンストン大学およびイェール大学招聘研究員（1967年-1968年）、京都女子大学文学部非常勤講師（1969年-1976年）、関西大学法学部非常勤講師（1969年-1975年）、京都大学教育学部非常勤講師（1974年-1975年）、神戸大学文学部非常勤講師（1984年-1985年）などを務めた。
同志社大学人文科学研究所の主要プロジェクトのひとつであるキリスト教社会問題研究会のプロモーターとして、人材を結集、多くの業績を残した。また、学校法人の事業として『同志社百年史』（全四巻、1979年）や『新島襄全集』などの編纂にも尽力した。

## 著書
- 『熊本バンド研究 : 日本プロテスタンティズムの一源流と展開』 同志社大学人文科学研究所 編 ; 篠田一人 監修 みすず書房 1997.9
- 『新島襄-近代日本の先覚者 : 新島襄生誕一五〇年記念論集』 同志社 編 晃洋書房 1993.2
- 『山室軍平の研究』 同志社大学人文科学研究所 編 同朋舎 1991.3
- 『「大美聨邦志畧」の翻刻』 杉井六郎 著 京都女子大学史学会 1990.3
- 『近代日本社会とキリスト教』 杉井六郎先生退職記念事業会 編 同朋舎 1989.3
- 『海外移民と日本人キリスト教会の研究』 研究代表者杉井六郎 同志社大学人文科学研究所 1988.3
- 『「七一雑報」の研究』 同志社大学人文科学研究所 編 同朋舎 1986.3
- 『遊行する牧者 : 辻密太郎の生涯』 杉井六郎 著 教文館 1985.9
- 『明治期キリスト教の研究』 杉井六郎 著 同朋舎 1984.6
- 『徳富蘇峰の研究』 1977

## 関連文献
- 同志社社史史料編集所, 同志社『同志社百年史』同志社、1979年。 NCID BN01577053。